# Здание школы (Политехническая улица, 22)
Школа на Политехнической улице, 22 — памятник архитектуры. Расположен в Санкт-Петербурге.
Здание построено в 1929—1930 годах по проекту А. С. Никольского, В. М. Гальперина и А. А. Заварзина. Постройка состоит из пересекающихся параллелепипедов разного размера, что соответствовало принципам функционального зонирования. Окна на фоне плоских белых стен были объединены в группы по три, в том числе с помощью окраски простенков в тёмные цвета.
Корпуса зигзагами и уступами нарастают к главному узлу с лестничной башней. В одном из двухэтажных объёмов тёмными цветами были выделены стойки и стены первого этажа, из-за чего второй этаж оказывался в воздухе будто бы без опоры.
Школа была рассчитана более чем на 1000 учащихся, в двух крыльях были отдельные входы для младших и старших школьников. В подвале располагались столовая и кузница, на первом этаже — кабинет директора, актовый зал, медсанчасть и столярные мастерские, кроме того, у здания был купол, отмечавший местонахождение астрономической обсерватории. В школе были предусмотрены квартиры для учителей и персонала.
Здание с 1946 года включено в комплекс НИИ телевидения, при этом его вид был сильно искажён.